# Weißer Beryll

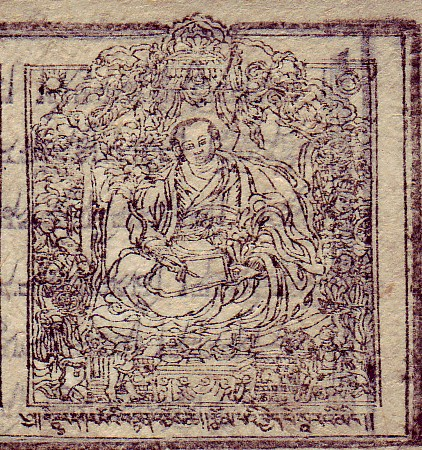
Sanggye Gyatsho, der Verfasser des Weißen Berylls

Weißer Beryll (tib./Sanskrit: Vaiḍūrya dkar po) ist der Kurztitel des umfangreichsten tibetischen Handbuchs über Tibetische Kalenderrechnung, Tibetische Astronomie, Sinotibetische Divinationskalkulationen, Astrologie, Geomantie und zahlreiche in Tibet verbreitete Methoden des Wahrsagens. Das Werk wurde von dem tibetischen Staatsmann Desi Sanggye Gyatsho (1653–1705) verfasst. Die in Lhasa unmittelbar nach der Fertigstellung und im Jahre 1909 erschienenen Blockdruckausgaben sind, insbesondere wegen ihrer zahlreichen hervorragenden Abbildungen, als Meisterwerke der tibetischen Blockdruckkunst einzustufen. Das Werk ist eines von drei als „Beryll“ titulierten Werken des Desi Sanggye Gyatsho. Die beiden anderen Werke, der „Blaue Beryll“ (tib.: Vaiḍūrya sngon po) und der „Gelbe Beryll“ (tib.: Vaiḍūrya  ser po), behandeln die Tibetische Medizin und die Geschichte der Gelug-Schule. 

## Entstehung  und Titel des Werkes
Desi Sanggye Gyatsho begann mit der Abfassung des Weißen Berylls am 1. Juni 1683 und stellte das Werk nach über zweijähriger Arbeit am 3. Oktober 1685 fertig. Das Handbuch, welches in der großformatigen, 1909 in Lhasa fertiggestellten Blockdruckausgabe mit 35 Kapiteln 1268 Seiten umfasst, trägt den Titel „Die gute Darstellung der Kalkulationswissenschaft der Phugpa-Schule, als Halsschmuck der Gelehrten dienende Kette aus weißen Berylledelsteinen, wertvollster Besitz für die Scharfsinnigen“ (tib.: phug lugs rtsis kyi legs bshad mkhas pa'i mgul rgyan vaiḍūr dkar po'i do shal dpyod ldan snying nor).

## Rezeption des Werkes
Das große Handbuch der Regenten wurde von den Astronomen und Divinationsmeistern seiner Zeit nicht nur positiv aufgenommen. Die zahlreichen, zum Inhalt des Handbuches vorgelegten kritischen Fragen stellte ein Gelehrter, der uns nur mit dem Namen Ngagwang (tib.: ngag dbang) bekannt ist, zusammen und legte sie als eigene Schrift im Mai/Juni 1687 dem Regenten vor. Diese Sammlung von 208 Fragen zum Inhalt des Weißen Berylls wurde ebenfalls gedruckt. Sie umfasst in einer großformatigen Ausgabe 124 Seiten. 
Hervorzuheben ist hierbei, dass die grundsätzlichen Gegner der Astronomie der Phugpa-Schule und insbesondere die Anhänger der Tshurphu-Schule in diesem Werk überhaupt nicht zu Wort kamen. Vielmehr stellen die 208 Fragen nur einen Beitrag zur internen Diskussion innerhalb der Phugpa-Schule dar.
Als Antwort darauf verfasste der Regent ein weiteres Werk, das er am 29. September 1688 unter dem vollständigen Titel „Beseitigung der Schmutzhaut und des Anscheins der Fehlerhaftigkeit von der Lehrschrift Vaiḍūrya dkar po als Antwort auf die Fragen (verfasst), Zeigen des Antlitzes der wahren Bedeutung“ (tib.: bstan bcos  vaiḍūrya dkar-po las dri lan 'khrul snang  g.ya' sel don gyi bzhin ras ston byed) fertigstellte und das unter dem Kurztitel Yasel (tib.: g.ya' sel; „Beseitigung der Schmutzhaut“) bekannt wurde. Es ist mit 946 Seiten fast so umfangreich wie der „Weiße Beryll“ selbst.
Mit außerordentlicher Sorgfalt geht der Regent auf jede der ihm vorgelegten Fragen ein. Inhaltlich gehen die Darlegungen oftmals über das hinaus, was im „Weißen Beryll“ erörtert ist, sodass der Yasel auch als klärendes Ergänzungswerk zum Vaiḍūrya dkar po angesehen werden kann. 
Der Vaiḍūrya dkar po wurde kurz nach seiner Fertigstellung in Lhasa als Blockdruck veröffentlicht. Nachdem die Druckstöcke  wegen der häufigen Abzüge so abgenutzt waren, dass lesbare Abdrucke nicht mehr herzustellen waren, erfolgte im Jahre 1909 eine Neuausgabe. Eine weitere zweibändige Ausgabe wurde in der Druckerei von Dege gedruckt.

## Abbildungen im Weißen Beryll

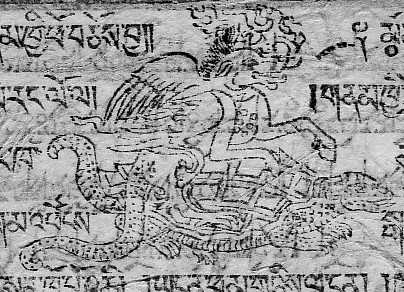
Der tibetische Erdherr (sa bdag) „Schwarzer Himmelshund“

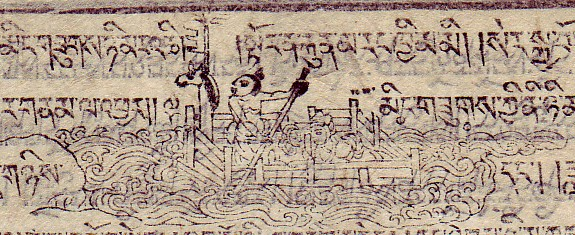
Eine tibetische Fähre

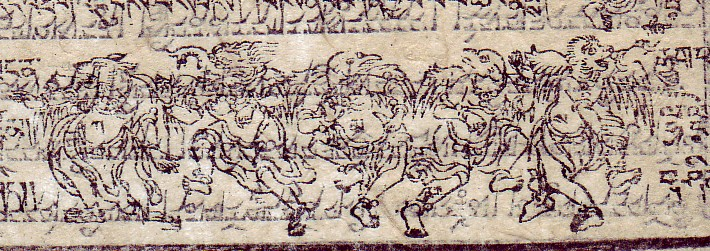
Fünf tibetische Erdherrn (sa bdag)

Die Lhasa-Ausgaben sind wegen ihrer überaus zahlreichen, vorzüglichen Abbildungen für die Geschichte der tibetischen Buchdruckkunst von besonderer Bedeutung.  
An den Kapitelanfängen finden sich Abbildungen aller historischen und mythologischen Persönlichkeiten, die für die Geschichte der Astronomie und der Wahrsagekunst in Tibet als wichtig erachtet wurden. Dazu zählen bedeutende Gelehrte wie Duhar Nagpo, Phugpa Lhündrub Gyatsho und Pelgön Thrinle, um nur einige zu nennen. Zu erwähnen sind auch die Abbildungen aller Könige von Shambhala. Die astrologischen Erläuterungen zu den Tibetischen Mondhäusern sind mit Abbildungen der zugeordneten Gottheiten versehen. Ebenso finden sich Darstellungen der Tibetischen Tierkreiszeichen. Geradezu außergewöhnlich ist die nahezu unüberschaubare Zahl von Darstellungen der Erdherren (tib.: sa bdag) genannten Geister. Aber auch Darstellungen von Gegenständen des alltäglichen Lebens, wie die einer Waage, eines Messkastens für Getreide oder einer tibetischen Fähre, sind hier zu finden. Eine wissenschaftliche Auswertung dieser Abbildungen ist bis heute nicht erfolgt.